# GPA33
GPA33 (англ. Glycoprotein A33) – білок, який кодується однойменним геном, розташованим у людей на короткому плечі 1-ї хромосоми.  Довжина поліпептидного ланцюга білка становить 319 амінокислот, а молекулярна маса — 35 632.
| 10         |  | 20         |  | 30         |  | 40         |  | 50         |
| ---------- |  | ---------- |  | ---------- |  | ---------- |  | ---------- |
| MVGKMWPVLW |  | TLCAVRVTVD |  | AISVETPQDV |  | LRASQGKSVT |  | LPCTYHTSTS |
| SREGLIQWDK |  | LLLTHTERVV |  | IWPFSNKNYI |  | HGELYKNRVS |  | ISNNAEQSDA |
| SITIDQLTMA |  | DNGTYECSVS |  | LMSDLEGNTK |  | SRVRLLVLVP |  | PSKPECGIEG |
| ETIIGNNIQL |  | TCQSKEGSPT |  | PQYSWKRYNI |  | LNQEQPLAQP |  | ASGQPVSLKN |
| ISTDTSGYYI |  | CTSSNEEGTQ |  | FCNITVAVRS |  | PSMNVALYVG |  | IAVGVVAALI |
| IIGIIIYCCC |  | CRGKDDNTED |  | KEDARPNREA |  | YEEPPEQLRE |  | LSREREEEDD |
| YRQEEQRSTG |  | RESPDHLDQ  |  |            |  |            |  |            |

A: Аланін

C: Цистеїн

D: Аспарагінова кислота

E: Глутамінова кислота

F: Фенілаланін

G: Гліцин

H: Гістидин

I: Ізолейцин

K: Лізин

L: Лейцин

M: Метіонін

N: Аспарагін

P: Пролін

Q: Глутамін

R: Аргінін

S: Серин

T: Треонін

V: Валін

W: Триптофан

Задіяний у такому біологічному процесі як поліморфізм. 
Локалізований у мембрані.